# 詹姆斯·麥佛森
詹姆斯·麥佛森，或詹姆斯·麦克弗森（James Macpherson，1736年10月27日—1796年2月17日）是蘇格蘭詩人、文藝收集家、政治人物，以收集并翻译由传说作者奧西安（又译莪相）所著的史诗廣為人知。 麦克弗森声称他的诗集来自于高地民谣和当地勋爵家中的盖尔语古籍残本，但因当时无迹象表明有任何超过一百年的盖尔语书卷存活，他的言论在英国受到广泛质疑。尽管如此，他的诗集还是对浪漫主义在苏格兰和欧洲的兴起起到了很大作用。包括歌德、叶芝、拿破仑等人都深受他的影响。

## 评价
- 托马斯·杰斐逊曾认为莪相是“有史以来最伟大的诗人”[3]，并特地因为想要拜读其原著而学习苏格兰盖尔语。[4]
- 大卫·休谟开始认为麦克弗森的诗帮助了苏格兰建立国家认同，但后来因怀疑其言论的真实性，撤回了他最初的支持。
- 塞缪尔·约翰逊坚信麦克弗森是“一个彻头彻尾的骗子，而且这些诗是赝品”。[5] 他也驳斥了这些诗的质量，并曾著名的评论过“很多男人，很多女人，还有很多孩子”都可以模仿其诗。
- 约翰逊一生之挚友詹姆斯·博斯韦尔曾在伦敦与麦克弗森共进午餐，称他为一位“天才”和一位“诚实的苏格兰高地人”（"A genius and an honest Scottish highlander"）。[6]
- 拿破仑和德尼·狄德罗是麦克弗森著名的崇拜者。在他们眼里，莪相的发现相当于给予了凯尔特民族一位荷马。伏尔泰曾对他的作品进行过模仿。

## 著作一覽

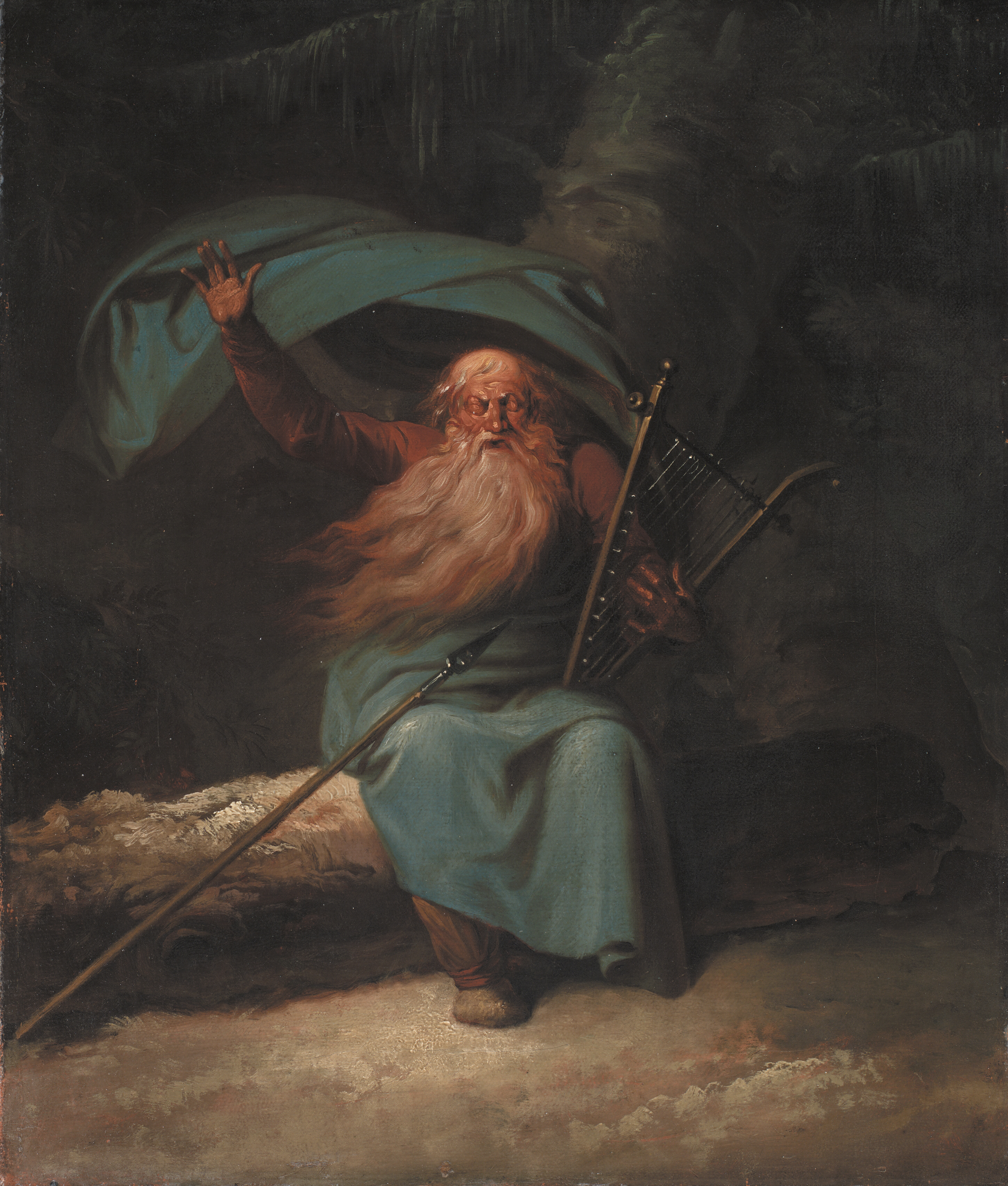
莪相，丹麦画家尼古拉·阿比尔高德绘

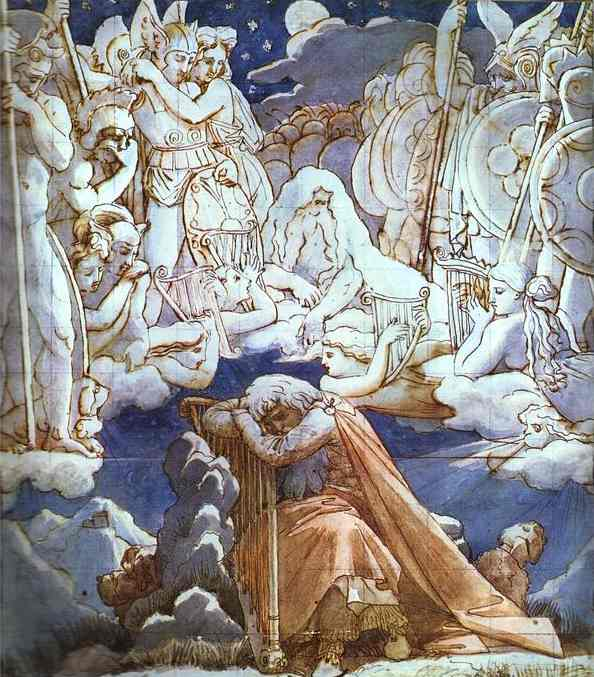
莪相之歌，安格尔绘

- 《奥西安诗集》，包含Fingal（1761）和Temora（1763）

## 外部連結
- My Poetic Side: James Macpherson （页面存档备份，存于）
- James Macpherson的作品  - 古騰堡計劃